# Прокопенко Зіновій Іванович
Зіновій Іванович Прокопенко (29 жовтня 1918, с. Мала Попівка тепер Хорольського р-ну Полтавської обл. – 26 вересня 1952, Чернівці) – український письменник, талановитий український драматург, публіцист, журналіст, учитель, член Спілки письменників України.

## Біографія
Прокопенко Зіновій Іванович народився 29 жовтня 1918 року в селі Мала Попівка тепер Хорольського району на Полтавщині в родині селянина-бідняка. У 1938 році вступив до Лубенського учительського інституту, який закінчив через два роки і став працювати директором школи на Дніпропетровщині. Хто зустрічався з Зіновієм Івановичем, той запам′ятав його, як милу, добру, порядну, життєрадісну людину. З-під його високого чола завжди світилися добрі усміхнені очі.
 

Свідоцтво про народження Прокопенка З.І.

Коли гітлерівські полчища напали на Україну, Зіновій Прокопенко евакуювався. В Омській області він продовжував учительську роботу на посаді директора середньої школи, оскільки через важку хворобу серця він не міг зі зброєю в руках захищати Батьківщину від лютого ворога. У ті тривожні воєнні роки він вступає до партії, віддає всю свою енергію справі виховання молодого покоління. Документи засвідчують, що очолюваний ним в ті грізні роки колектив школи, відзначався благородною патріотичною діяльністю. Це і посилки на фронт, і збирання коштів на будівництво танкових колон «Омський колгоспник» та «Радянський школяр». Шкільний драмгурток під керівництвом Зіновія Івановича багато разів організовував виступи на сцені клубу з постановкою п'єс. Всі виручені кошти віддавалися на будівництво танкових колон.

Восени 1944 року він приїздить на Буковину, в Чернівці, де працює завідувачем лекторської групи Чернівецького обкому комсомолу, лектором Чернівецького обкому КП України і, нарешті, переходить на журналістську роботу: з 1948 року завідує відділу пропаганди газети „Радянська Буковина”.

У Чернівцях він продовжує свою літературну діяльність, яку розпочав під час навчання в Лубенському учительському інституті. У нього рано прокинулася любов до поезії та драматургії. За своє коротке життя Зіновій Прокопенко написав кілька драматичних творів, які стали значним літературним здобутком на Буковині.

Дружиною Зіновія Прокопенка була Валентина Адольфівна. Прожили вони зовсім недовго - якихось сім літ. Зіновій Іванович пішов із життя дуже рано - 26 вересня 1952 року, маючи неповних 34 роки, а Валентині Адольфівні було тоді ледь за 30. Кожний день для них - це велике красиве кохання.

## Творчість
Прокопенко Зіновій Іванович небагато попрацював в літературі, але працював з великою віддачею, залишивши читачам майже десять п′єс, котрі несуть на собі знак творчої неповторності, своєрідності інтонації його голосу. Перші літературні спроби Зіновія Івановича - то ліричні вірші. Нелегкі журналістські обов'язки поєднував з роботою над творами для театру. Серед його одноактових п′єс виділяється «Марійчина доля», що вийшла друком у видавництві «Мистецтво» в 1947 році і була відзначена третьою премією на Республіканському конкурсі на кращу одноактову п'єсу. Серед одноактових п'єс і «Минулому вороття не буде», «З чистим серцем».
Одноактівки молодого драматурга стали своєрідною підготовкою до створення більш значних драматичних творів «Весняний потік» (1950), «Ярослава», яку Зіновій Іванович закінчував вже будучи важкохворим. П′єса «Весняний потік» мала неабиякий успіх у повоєнного глядача. Вона була показана й на Декаді українського мистецтва у Москві в 1951 році в постановці Львівського театру ім. Заньковецької. Також вистава здобула високу оцінку під час гастролей Чернівецького театру в Києві, Харкові, Ленінграді. П'єса увійшла до репертуару ряду театрів, засвідчивши безперечні здібності молодого драматурга. Значущими в літературі стали і його п′єси «Далеке й близьке»,«Земля», «На ланах просторих», одноактівки «Правдива інформація», «Порозумілися», «Корисна прогулянка», «Зрушили», «Остання помилка» та інші.